# Austrian Football League 2014
La Austrian Football League 2014 è stata la 30ª edizione del campionato austriaco di football americano di primo livello, organizzato dalla AFBÖ. La stagione è iniziata il 23 marzo 2014. La finale del campionato, l'Austrian Bowl XXX, si è disputata il 26 luglio 2014 alla NV Arena di Sankt Pölten e ha visto la vittoria degli Vienna Vikings, al loro tredicesimo titolo, sui Tirol Raiders per 24 a 17.

## Squadre partecipanti
| Club                  | Città     | Stadio                   | Sponsor ufficiale             | Capo allenatore | Risultato nella stagione 2013 |
| --------------------- | --------- | ------------------------ | ----------------------------- | --------------- | ----------------------------- |
| Danube Dragons        | Vienna    | Stadion Stadlau          | -                             |                 |                               |
| Graz Giants           | Graz      | ASKÖ Stadion Eggenberg   | JCL                           |                 |                               |
| Prague Black Panthers | Praga     | Atletický stadion Slavia | -                             |                 |                               |
| Tirol Raiders         | Innsbruck |                          | Swarco Holding                |                 |                               |
| Vienna Vikings        | Vienna    | Hohe Warte Stadion       | Raiffeisen Bank International |                 |                               |

## Stagione regolare

### Calendario

#### 1ª giornata
| 23 marzo 2014, ore 15:00 CET | Vienna Vikings | 41 – 14 (14-7 20-7 7-0 0-0) | Tirol Raiders | (2700 spett.) |

| 23 marzo 2014, ore 16:00 CET | Danube Dragons | 14 – 13 (d.t.s.) (0-0 0-0 0-7 7-0 7-6) | Graz Giants | (1300 spett.) |

#### 2ª giornata
| 29 marzo 2014, ore 14:30 CEST | Tirol Raiders | 44 – 20 (13-0 10-7 7-6 14-7) | Danube Dragons | (3850 spett.) |

| 29 marzo 2014, ore 16:00 CEST | Prague Black Panthers | 7 – 27 (7-7 0-10 0-3 0-7) | Vienna Vikings | (800 spett.) |

#### 3ª giornata
| 5 aprile 2014, ore 14:00 CEST | Graz Giants | 21 – 28 (0-7 7-14 0-7 14-0) | Prague Black Panthers | (1500 spett.) |

#### 4ª giornata
| 12 aprile 2014, ore 16:00 CEST | Prague Black Panthers | 33 – 28 (0-14 0-0 14-14 19-0) | Graz Giants | (500 spett.) |

| 13 aprile 2014, ore 15:00 CEST | Danube Dragons | 10 – 31 (0-0 3-7 0-14 7-10) | Vienna Vikings | (850 spett.) |

#### 5ª giornata
| 26 aprile 2014, ore 14:00 CEST | Graz Giants | 51 – 54 (d.t.s.) (0-23 7-14 14-0 23-7 7-10) | Tirol Raiders | (950 spett.) |

| 27 aprile 2014, ore 15:00 CEST | Vienna Vikings | 34 – 31 (7-10 7-14 3-7 17-0) | Prague Black Panthers | (2800 spett.) |

#### 6ª giornata
| 3 maggio 2014, ore 15:00 CEST | Prague Black Panthers | 25 – 28 (7-7 7-7 3-7 8-7) | Danube Dragons |  |

| 3 maggio 2014, ore 17:00 CEST | Tirol Raiders | 22 – 20 (7-0 8-0 7-14 0-6) | Vienna Vikings | (4551 spett.) |

#### 7ª giornata
| 11 maggio 2014, ore 15:00 CEST | Vienna Vikings | 6 – 9 (3-3 3-0 0-6 0-0) | Graz Giants | (1350 spett.) |

| 11 maggio 2014, ore 15:00 CEST | Danube Dragons | 14 – 43 (14-14 0-22 0-7 0-0) | Tirol Raiders |  |

#### 8ª giornata
| 17 maggio 2014, ore 15:00 CEST | Graz Giants | 37 – 48 (7-7 7-21 10-0 13-20) | Danube Dragons | (2000 spett.) |

| 17 maggio 2014, ore 17:00 CEST | Tirol Raiders | 63 – 62 (21-14 7-14 20-28 15-6) | Prague Black Panthers | (3373 spett.) |

#### 9ª giornata
| 14 giugno 2014, ore 17:00 CEST | Danube Dragons | 49 – 45 (7-7 14-17 7-14 21-7) | Prague Black Panthers | (850 spett.) |

#### 10ª giornata
| 21 giugno 2014, ore 17:00 CEST | Tirol Raiders | 36 – 14 (14-0 3-7 7-7 12-0) | Graz Giants | (3175 spett.) |

| 22 giugno 2014, ore 15:00 CEST | Vienna Vikings | 42 – 10 (7-0 14-3 14-0 7-7) | Danube Dragons | (2000 spett.) |

#### 11ª giornata
| 27 giugno 2014, ore 17:00 CEST | Graz Giants | 13 – 38 (0-7 7-17 6-7 0-7) | Vienna Vikings | (2800 spett.) |

| 28 giugno 2014, ore 15:00 CEST | Prague Black Panthers | 40 – 21 (13-7 14-0 7-14 6-0) | Tirol Raiders |  |

### Classifica
La classifica della regular season è la seguente:
- PCT = percentuale di vittorie, G = partite giocate, V = partite vinte,  P = partite perse, PF = punti fatti, PS = punti subiti

| Pos. | Squadra               | PCT  | G | V | N | P | PF  | PS  |
| ---- | --------------------- | ---- | - | - | - | - | --- | --- |
| 1    | Vienna Vikings        | .750 | 8 | 6 | 0 | 2 | 239 | 116 |
| 2    | Tirol Raiders         | .750 | 8 | 6 | 0 | 2 | 297 | 262 |
| 3    | Danube Dragons        | .500 | 8 | 4 | 0 | 4 | 193 | 280 |
| 4    | Prague Black Panthers | .375 | 8 | 3 | 0 | 5 | 271 | 271 |
| 5    | Graz Giants           | .125 | 8 | 1 | 0 | 7 | 186 | 257 |

## Playoff

### Tabellone
|  | Semifinali | Semifinali            | Semifinali |               |    | Austrian Bowl XXX | Austrian Bowl XXX | Austrian Bowl XXX |  |
|  |            |                       |            |               |    |                   |                   |                   |  |
|  | 1          | Vienna Vikings        | 41         |               |    |                   |                   |                   |  |
|  | 1          | Vienna Vikings        | 41         |               |    |                   |                   |                   |  |
|  | 4          | Prague Black Panthers | 27         |               |    |                   |                   |                   |  |
|  | 4          | Prague Black Panthers | 27         |               | 1  | Vienna Vikings    | 24                |                   |  |
|  |            |                       |            |               | 1  | Vienna Vikings    | 24                |                   |  |
|  |            |                       | 2          | Tirol Raiders | 17 |                   |                   |                   |  |
|  | 2          | Tirol Raiders         | 2          | Tirol Raiders | 17 | 34                |                   |                   |  |
|  | 2          | Tirol Raiders         |            |               |    |                   |                   |                   |  |
|  | 3          | Danube Dragons        | 0          |               |    |                   |                   |                   |  |

### Semifinali
| 12 luglio 2014, ore 17:00 CEST | Tirol Raiders | 34 – 0 (6-0 7-0 7-0 14-0) | Danube Dragons | (3657 spett.) |

| 13 luglio 2014, ore 15:00 CEST | Vienna Vikings | 41 – 27 (10-0 21-7 10-6 0-14) | Prague Black Panthers | (2200 spett.) |

### Austrian Bowl XXX
| Sankt Pölten 26 luglio 2014, ore 19:00 CEST | Vienna Vikings | 24 – 17 (7-7 7-7 3-3 0-0 7-0) | Tirol Raiders | NV Arena (3800 spett.) |
| Walch Q1 ( TD ) 14yd pass from Gross Kappel Q1 ( pat ) Postel Q2 ( TD ) 51yd pass from Gross Kappel Q2 ( pat ) Kappel Q3 ( FG ) 33yd Amadu OT1 ( TD ) 4yd run Kappel OT1 ( pat ) Marcatori Erlsbacher Q1 ( TD ) 12yd pass from van den Raadt Erlsbacher Q1 ( pat ) Erlsbacher Q2 ( TD ) 3yd run Erlsbacher Q2 ( pat ) Erlsbacher Q3 ( FG ) 36yd |                | |               |                        |
| |                | |               |                        |
| Walch Q1 (TD) 14yd pass from Gross Kappel Q1 (pat) Postel Q2 (TD) 51yd pass from Gross Kappel Q2 (pat) Kappel Q3 (FG) 33yd Amadu OT1 (TD) 4yd run Kappel OT1 (pat) | Marcatori      | Erlsbacher Q1 (TD) 12yd pass from van den Raadt Erlsbacher Q1 (pat) Erlsbacher Q2 (TD) 3yd run Erlsbacher Q2 (pat) Erlsbacher Q3 (FG) 36yd |               |                        |

## Verdetti
- Vienna Vikings Campioni dell'Austria 2014

Sono stati assegnati anche i seguenti sei riconoscimenti:
- Miglior giocatore del 2014:  Kyle Newhall-Caballero ( Prague Black Panthers, quarterback)
- Miglior giocatore offensivo del 2014:  Andreas Hofbauer ( Tirol Raiders, runningback)
- Miglior giocatore difensivo del 2014:  Dustin Illetschko ( Vienna Vikings, linebacker)
- Miglior giocatore giovane del 2014:  Florian Probst ( Graz Giants, linebacker)
- Miglior allenatore del 2014:  Taylor Breitzman ( Prague Black Panthers, capo allenatore)
- Miglior giocatore dell'Austrian Bowl XXX:  Offensive line  Vienna Vikings